# Eduardo (ur. 1986)
Eduardo da Conceição Maciel (ur. 12 listopada 1986) – brazylijski piłkarz występujący na pozycji napastnika.

## Kariera piłkarska
Od 2005 roku występował w Nagoya Grampus Eight, Corinthians Alagoano, Botafogo, Vila Aurora, Rot Weiss Ahlen, Preussen TV Werl, Stomil Olsztyn, Stal Kraśnik, Al Ahly Aley, Riffa, AZAL PFK Baku, Zirə Baku i Persegres Gresik United.